# Blacqueville
Blacqueville ist eine französische Gemeinde mit 683 Einwohnern (Stand: 1. Januar 2022) im Département Seine-Maritime in der Region Normandie. Die Gemeinde gehört zum Arrondissement Rouen und zum Kanton Barentin (bis 2015: Kanton Pavilly). Die Einwohner werden Blacquevillais genannt.

## Geographie
Blacqueville liegt etwa 20 Kilometer nordwestlich von Rouen. Umgeben wird Bardouville von den Nachbargemeinden Croix-Mare im Norden und Nordosten, Mesnil-Panneville im Nordosten, Bouville im Osten, Saint-Paër und Épinay-sur-Duclair im Süden, Sainte-Marguerite-sur-Duclair im Süden und Südwesten, Carville-la-Folletière im Westen sowie Saint Martin de l’If im Westen und Nordwesten.

## Einwohnerentwicklung
| Jahr                      | 1962 | 1968 | 1975 | 1982 | 1990 | 1999 | 2006 | 2013 |
| Einwohner                 | 337  | 340  | 288  | 446  | 529  | 536  | 588  | 647  |
| Quelle: Cassini und INSEE |      |      |      |      |      |      |      |      |

## Sehenswürdigkeiten
- Kirche Notre-Dame aus dem 16. Jahrhundert
- Taubenturm